# Mauro Gianetti
Mauro Gianetti (ur. 16 marca 1964 w Lugano) – szwajcarski kolarz szosowy, wicemistrz świata.

## Kariera
Jako zawodnik specjalizował się w wyścigach klasycznych. Wygrał między innymi Grand Prix de Lugano w 1986 roku, Mediolan-Turyn w 1990 roku, Amstel Gold Race i Liège-Bastogne-Liège w 1995 roku, Klasika Primavera w 1996 roku oraz Tour of Japan w 2000 roku. W 1996 roku zdobył srebrny medal w wyścigu ze startu wspólnego na mistrzostwach świata w Lugano. W zawodach tych wyprzedził go jedynie Belg Johan Museeuw, a trzecie miejsce zajął Włoch Michele Bartoli. Ponadto w sezonie 1995 był trzeci, za Museeuwem i Andrijem Czmilem z Ukrainy w klasyfikacji generalnej Pucharu Świata UCI. W 2000 roku wystartował na igrzyskach olimpijskich w Sydney, zajmując 53. miejsce w wyścigu ze startu wspólnego.
W 1996 roku Gianetti zasłabł podczas Tour de Romandie i w ciężkim stanie został przewieziony do szpitala. Lekarze wskazywali, że przyczyną tych problemów może być środek PFC (fluorokarbon), który przyswaja 20% więcej tlenu niż naturalna krew. Testy dały wynik negatywny, Gianetti zaprzeczył braniu jakichkolwiek środków, twierdził, że mogły mu one zostać podane nieświadomie.
W latach 2002–2011 był dyrektorem sportowym w ekipach Vini Caldirola i Saunier Duval-Prodir.

## Najważniejsze zwycięstwa i sukcesy
- 1986
  - 1. miejsce w GP di Lugano
- 1988
  - 5. miejsce w Mediolan-Turyn
- 1989
  - 2. miejsce w Kuurne-Bruksela-Kuurne
  - 5. miejsce w Amstel Gold Race
  - 3. miejsce w Giro dell’Emilia
- 1990
  - 1. miejsce w Mediolan-Turyn
- 1994
  - 2. miejsce w Mediolan-Turyn
- 1995
  - 1. miejsce w Amstel Gold Race
  - 1. miejsce w Liège-Bastogne-Liège
  - 4. miejsce w Mistrzostwach Świata w Kolarstwie Szosowym
  - 2. miejsce w Klasika Primavera
- 1996
  -  2. miejsce w Mistrzostwach świata w wyścigu ze startu wspólnego
  - 1. miejsce w Klasika Primavera
  - 3. miejsce w Criterium International
    - 1. miejsce na 2. etapie

  - 4. miejsce w La Flèche Wallonne
  - 3. miejsce w Liège-Bastogne-Liège
  - 5. miejsce w Tour de Romandie
  - 13. miejsce w Vuelta a España
    - 3. miejsce na 13. etapie

  - 1. miejsce w Japan Cup
- 1997
  - 5. miejsce w Amstel Gold Race
  - 1. miejsce w Paryż-Camembert
- 1999
  - 1. miejsce w Trofeo Melinda
- 2000
  - 6. miejsce w Liège-Bastogne-Liège